# Panorama (programa)
Panorama é um programa de documentário britânico sobre assuntos atuais exibido na BBC Television. Com sua primeira transmissão em 1953, é o programa de televisão de notícias mais antigo do mundo. Panorama foi apresentado por muitos apresentadores conhecidos da BBC, incluindo Richard Dimbleby, Robin Day, David Dimbleby e Jeremy Vine. A partir de 2018, ele ainda mantém um horário de pico na BBC One, mas sem um apresentador comum. O programa também é exibido em todo o mundo através da BBC World News em muitos países.

## Equipe

### Editores
- Rachel Jupp (setembro de 2016 -)

### Apresentadores
- Patrick Murphy (1953)
- Max Robertson (1953–1954)
- Richard Dimbleby (1955–1965)
- Robin Day (1966–2000)
- David Dimbleby (1974–1982)
- Robert Kee (1982–2013)
- Jeremy Vine (Janeiro de 2007 – 2010)
- sem apresentador regular (Dezembro de 2010 – presente)

### Investigadores
- Hilary Andersson
- Richard Bilton
- Jane Corbin
- Alys Harte
- Tom Heap
- John Humphrys
- Andrew Jennings
- Shelley Jofre
- Paul Kenyon
- David Lomax
- Gerry Northam
- Samantha Poling
- Chris Rogers
- Raphael Rowe
- George Edwin Scott
- John Sweeney
- Peter Taylor
- Jeremy Vine
- John Ware
- Vivian White
- Benjamin Zand

## Programas notáveis

### Mescaline
Em 1955, Panorama filmou Christopher Mayhew tomando mescalina sob supervisão médica. O programa resultante nunca foi transmitido, embora as filmagens e transcrições tenham sido divulgadas mais tarde.

### Spaghetti tree
Panorama transmitiu um famoso filme sobre o boato da árvore de espaguete no dia da mentira, em 1957.

### Salvador Dalí
Transmitido em 4 de maio de 1955, Malcolm Muggeridge conversou com Salvador Dalí, o artista surrealista espanhol.

## Tentativa de censura por serviços de segurança
Em dezembro de 2011, foi revelado que o ex-diretor geral da BBC Sir Ian Trethowan havia se reunido com os chefes do MI5 e do Serviço de Inteligência Secreta sobre um episódio de Panorama lidando com os serviços de segurança em 1981. Ele mostrou uma gravação em vídeo do programa original para Bernard Sheldon, então consultor jurídico do MI5. Este último sugeriu cortes no programa e Trethowan pediu ao chefe da BBC News que reduzisse o programa para metade do seu comprimento.

## Legado
Uma série de Transcrições do Panorama, datadas entre 1958–1961, estão alojadas na Biblioteca Britânica. Os artigos podem ser acessados através do catálogo da British Library.